# París-Roubaix 1907

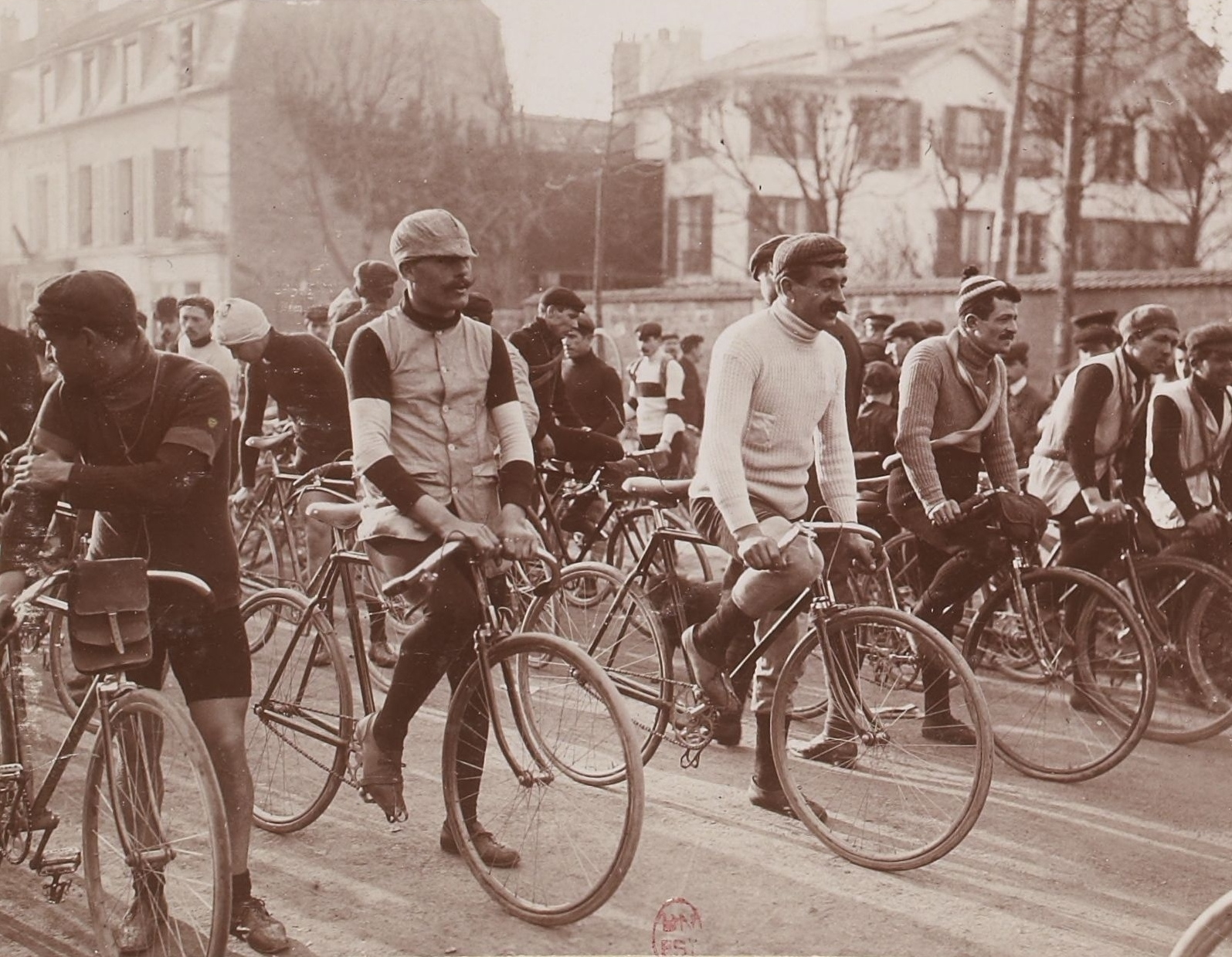
Fotografia dels ciclistes participants.

La París-Roubaix 1907 fou la 12a edició de la París-Roubaix. La cursa es disputà el 31 de març de 1907 i fou guanyada pel francès Georges Passerieu.

## Classificació final
|    | Ciclista             | Equip          | Temps |
| -- | -------------------- | -------------- | ----- |
| 1  | Georges Passerieu    | Peugeot        |       |
| 2  | Cyrille van Hauwaert | La Francaise   |       |
| 3  | Louis Trousselier    | Alcyon         |       |
| 4  | Gustave Garrigou     | Peugeot        |       |
| 5  | Augustin Ringeval    | -              |       |
| 6  | Emile Georget        | Peugeot        |       |
| 7  | Léon Georget         | Peugeot        |       |
| 8  | Henri Cornet         | Griffon        |       |
| 9  | Francois Faber       | Labor - Dunlop |       |
| 10 | Pierre Privat        | -              |       |